# Cuno Meyer

Cuno Meyer

Cuno Meyer (* 31. März 1893 in Jena; † 1981 in Hamburg-Eimsbüttel) war ein deutscher Politiker (NSDAP), Mitglied des Sächsischen Landtages und Reichstages.

## Leben und Wirken
Meyer besuchte die Volks- und Realschule in Erlangen sowie die Landwirtschaftsschule in Fürth. Danach war er als Landwirtschaftsbeamter in der Altmark und in Westfalen tätig. Im August 1914 meldete er sich zu Beginn des Ersten Weltkrieges als Freiwilliger in die Bayerische Armee und wurde beim 10. Feldartillerie-Regiment eingesetzt. Von 1917 bis 1921 arbeitete er wieder als Landwirtschaftsbeamter in Thüringen und Sachsen. 1921 ließ er sich als selbstständiger Landwirt in Weinböhla nieder. 
Meyer gehörte 1924 dem Völkisch-Sozialen Block, einer Ersatzorganisation der zu dieser Zeit verbotenen NSDAP, an. Zum 15. Mai 1925 trat er in Weinböhla der NSDAP bei (Mitgliedsnummer 4.815). 1927 wurde er NSDAP-Untergauleiter in Ostsachsen und gleichzeitig Reichsredner seiner Partei. 1929 erfolgte seine Ernennung zum Kreis- und Ortsgruppenleiter von Dresden, zwei Posten, die er bis 1933 innehaben sollte. 1929 zog er als Abgeordneter der NSDAP in den Sächsischen Landtag und am 12. November 1933 in den nationalsozialistischen Reichstag ein. In der letzten Landtagssession bis Oktober 1933 war er Erster Vizepräsident des Sächsischen Landtages. Von März bis November 1933 war Cuno Meyer ehrenamtlicher Staatskommissar für die Kreishauptmannschaft Dresden-Bautzen.
Meyer wurde am 6. Juni 1936 durch das Oberste Parteigericht der NSDAP aus der Partei ausgeschlossen. Grund waren diverse Veruntreuungen. So hatte er sich seine Tätigkeit als Staatskommissar bei der Kreishauptmannschaft aus der Parteikasse entlohnen lassen. Sein Reichstagsmandat wurde am 14. Juli 1936 für ungültig erklärt. Für ihn rückte Paul Hinkler nach. Danach verliert sich seine Spur. Vermutlich ist er nach 1945 in die Westzonen gegangen, wo er in Hamburg 1981 schließlich verstarb.